# Prealpi del Giffre
Le Prealpi del Giffre (detto anche Massiccio del Giffre oppure Massiccio del Faucigny) sono una sottosezione delle Prealpi di Savoia. Sono situate in Francia, nel dipartimento dell'Alta Savoia e, in parte, in Svizzera, nel Canton Vallese.
Prendono il nome dal torrente Giffre, affluente dell'Arve, che si incunea in profondità nel massiccio montuoso. La montagna più alta è la Haute Cime des Dents du Midi (3.257 m s.l.m.), la quale è anche la montagna più alta di tutte le Prealpi di Savoia.

## Delimitazioni
Confinano:
- a nord con le Prealpi dello Sciablese (nella stessa sezione alpina) e separate dalla Sella dei Gets e dal Colle di Coux;
- ad est con le Alpi di Vaud (nelle Alpi Bernesi) e separate dal fiume Rodano;
- a sud-est dapprima con le Alpi del Monte Bianco (nelle Alpi Graie) e separate dal torrente Trient;
- a sud-est poi con la Catena delle Aiguilles Rouges (nella stessa sezione alpina) e separate dal Colle di Bérard;
- a sud-est infine con le Alpi del Monte Bianco (nelle Alpi Graie) e separate dal fiume Arve;
- a sud con le Alpi del Beaufortain (nelle Alpi Graie) e separate dal fiume Arve;
- ad ovest con le Prealpi dei Bornes (nella stessa sezione alpina) e separate dal fiume Arve.

Ruotando in senso orario i limiti geografici sono: Colle di Bérard, fiume Arve, torrente Giffre, Sella dei Gets, Colle di Coux, torrente Vièze, fiume Rodano, torrente Trient, torrente Eau Noire, Colle di Bérard.

## Suddivisione
La classificazione SOIUSA delle Prealpi del Giffre è la seguente:
- Grande parte = Alpi Occidentali
- Grande settore = Alpi Nord-occidentali
- Sezione = Prealpi di Savoia
- Sottosezione = Prealpi del Giffre
- Codice = I/B-8.II

Secondo la SOIUSA le Prealpi del Giffre si suddividono in tre supergruppi, sette gruppi e tredici sottogruppi:
- Catena Buet-Ruan-Dents du Midi (A)
  - Gruppo del Buet (A.1)
    - Cresta del Buet (A.1.a)
    - Massiccio della Pointe Noire de Pormenaz (A.1.b)
    - Massiccio dei Perrons (A.1.c)

  - Gruppo della Tour Sallière (A.2)
    - Cresta Tour Sallière-Ruan (A.2.a)
    - Cresta di Fontanabran (A.2.b)
    - Cresta del Luisin (A.2.c)

  - Gruppo dei Dents du Midi (A.3)
    - Catena dei Dents du Midi (A.3.a)
    - massiccio del Dent du Salantin (A.3.b)
- Catena Fis-Platé-Colonney (B)
  - Massiccio dei Fis (B.4)
  - Gruppo Colonney-Platé (B.5)
    - Cresta Platé-Tête Pelouse (B.5.a)
    - Cresta della Tête du Colonney (B.5.b)
    - Cresta dei Grands Vans (B.5.c)
- Catena Dents Blanches-Avoudrues-Nant Golon (C)
  - Gruppo Dents Blanches-Avoudrues (C.6)
    - Cresta dei Dents Blanches (C.6.a)
    - Cresta degli Avoudrues (C.6.b)

  - Gruppo della Pointe de Nant Golan (C.7)

## Vette
- Haute Cime des Dents du Midi - 3.257 m
- Tour Sallière - 3.220 m
- Monte Buet - 3.096 m
- Monte Ruan - 3.053 m
- Tête à l'Âne - 2.804 m
- Dents Blanches - 2.756 m
- Pointe d'Anterne - 2.733 m
- Tête du Colonney - 2.692 m
- Grand Perron - 2.672 m
- Pointe de Platé - 2.554 m
- Dent du Salantin - 2.482 m
- Grandes Platières - 2.480 m
- Tête Pelouse - 2.475 m
- Pointe Noire de Pormeraz - 2.307 m

## Rifugi

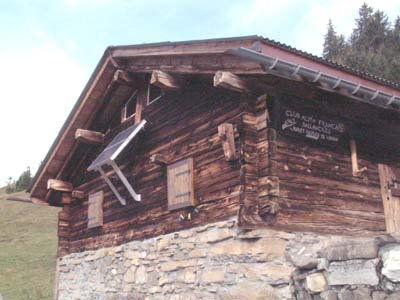
Il Refuge de Véran.

Per facilitare l'escursionismo e la salita alle vette il gruppo montuoso è dotato di alcuni rifugi:
- Refuge de Platé - 2.032 m
- Refuge de Véran - 1.602 m
- Refuge du Folly - 1.558 m